# Amtsblatt (Liechtenstein)
Das Amtsblatt ist das amtliche Kundmachungsorgan des Fürstentums Liechtenstein. Im Amtsblatt des Fürstentums werden alle Vorschriften und Anordnungen sowie amtliche Mitteilungen kundgemacht, welche keine rechtsetzende Vorschriften (Rechtsvorschriften) sind.

## Herausgeber
Das Amtsblatt wird, wie das  Landesgesetzblatt, von der Regierung des Fürstentums Liechtenstein herausgegeben.

## Amtsblatt in gedruckter Form

### Inhalt
Das liechtensteinische Amtsblatt enthält Vorschriften und allgemeine Anordnungen sowie amtliche Mitteilungen, soweit diese gesetzlich vorgeschrieben oder von öffentlichem Interesse sind.

### Form
Das Amtsblatt kann als eigene Sammlung oder als Teil eines anderen von der Regierung bezeichneten Kundmachungsorgans herausgegeben werden, wobei jedes erscheinende Blatt mit einer fortlaufenden Nummer, mit dem Datum der Ausgabe und mit einem Inhaltsverzeichnis versehen wird. Soweit es der Regierung zweckmässig erscheint, kann diese die Kundmachung auf Titel sowie Fundstelle oder Bezugsquelle beschränken, jedoch ist der vollständige Wortlaut der Rechtsvorschriften bei der Regierungskanzlei zur allgemeinen Einsicht während der Amtsstunden bereitzuhalten.

## Elektronisches Amtsblatt
Mit der Amtsblattverordnung (ABlV) vom 4. September 2012 (LGBl 284/2012) wurde auf Grundlage von Art 17 Abs. 4 und Art 18 des Kundmachungsgesetzes ein elektronisches Amtsblatt eingeführt.

### Inhalt des elektronischen Amtsblattes
Im elektronischen Amtsblatt werden insbesondere amtliche Mitteilungen von öffentlichem Interesse oder aufgrund spezialgesetzlicher Vorschriften veröffentlicht:
1. Kundmachungen im Zusammenhang mit Wahlen und Abstimmungen;
2. Versteigerungen, Konkurse und Edikte;
3. Gläubigeraufrufe;
4. Stellenausschreibungen;
5. Schulinformationen;
6. Kundmachungen im Zusammenhang mit der Amtlichen Vermessung;
7. Kundmachungen des Grundbuch- und Öffentlichkeitsregisteramtes;
8. Eintragungen im Marken- und Designregister;
9. öffentliche Ausschreibungen (Bau-, Liefer- und Dienstleistungsaufträge);
10. Konzessionsvergaben;
11. Anträge auf Allgemeinverbindlicherklärung von Gesamtarbeitsverträgen;
12. Kundmachungen im Zusammenhang mit staatlich durchgeführten Fachprüfungen;
13. Verkehrsanordnungen.

### Veröffentlichung, Führung und den technischen Betrieb des elektronischen Amtsblattes
Veröffentlichungen von Kundmachungen im elektronischen Amtsblatt obliegt der jeweils sachlich zuständigen Stelle.
Die verantwortliche Führung und der technische Betrieb des elektronischen Amtsblattes  obliegt dem Amt für Informatik.
Zusätzlich zur Kundmachung im elektronischen Amtsblatt werden in den beiden Landeszeitungen in gedruckter Form bestimmte Kundmachungen veröffentlicht.

## Ausnahmen

### Rechtsetzende Vorschriften
Rechtsetzende Vorschriften (Rechtsvorschriften wie z. B. Gesetze und Verordnungen)  werden nicht im Amtsblatt, sondern im liechtensteinischen Landesgesetzblatt (LGBl) kundgemacht.

### Rechtsvorschriften aus dem EWR-Abkommen
Rechtsvorschriften, die in Liechtenstein aufgrund des EWR-Abkommens Geltung erlangen, sind auf Grundlage des Gesetzes vom 22. März 1995 über die Umsetzung und Kundmachung der EWR-Rechtsvorschriften (LGBl 99/1995) und der Verordnung vom 31. Mai 1995 über die EWR-Rechtssammlung  (LGBl 146/1995) in einer eigenen EWR-Rechtssammlung herauszugeben. Diese wird von der liechtensteinischen Regierung herausgegeben und ist ein integrierender Bestandteil des Liechtensteinischen Landesgesetzblattes.

### Schweizerische Rechtsvorschriften
Schweizerische Rechtsvorschriften, welche im Fürstentum Liechtenstein für anwendbar erklärt wurden, werden von der Regierung regelmässig in vereinfachter Form im Liechtensteinischen Landesgesetzblatt kundgemacht. Form, Zeitpunkt und Erscheinungsweise der Kundmachung werden von der Regierung bestimmt. Die Bekanntgabe des Titels und in der Angabe der Fundstelle oder Bezugsquelle reicht dabei für die Kundmachung aus. Die liechtensteinische Regierung gibt regelmässig ein Register der Schweizerischen Rechtsvorschriften heraus.